# Portugués (Adjuntas)
Portugués es un barrio ubicado en el municipio de Adjuntas en el estado libre asociado de Puerto Rico. En el Censo de 2010 tenía una población de 476 habitantes y una densidad poblacional de 91,89 personas por km².

## Geografía
Portugués se encuentra ubicado en las coordenadas 18°8′30″N 66°40′59″O / 18.14167, -66.68306. Según la Oficina del Censo de los Estados Unidos, Portugués tiene una superficie total de 5.18 km², que corresponden a tierra firme.

## Demografía
Según el censo de 2010, había 476 personas residiendo en Portugués. La densidad de población era de 91,89 hab./km². De los 476 habitantes, Portugués estaba compuesto por el 91.18% blancos, el 7.77% eran afroamericanos y el 1.05% eran de otras razas. Del total de la población el 99.79% eran hispanos o latinos de cualquier raza.